# Pseudopataecus
Pseudopataecus is een monotypisch geslacht van straalvinnige vissen uit de familie van fluweelvissen (Aploactinidae).

## Soort
- Pseudopataecus taenianotus Johnson, 2004